# Endeavour
Endeavour este un serial britanic transmis în România de Epic Drama ce precede seria de lungă durată intitulată Inspector Morse. După un episod pilot în 2012, au urmat să fie difuzate încă 5 sezoane, iar un al 6-lea să fie anunțat pentru anul 2019.

## Rezumat
Cu o acțiune desfășurată la sfârșitul anilor 1960 în Oxford, serialul se concentrează pe începutul carierei lui Endeavour Morse (interpretat de Shaun Evans, după ce acesta a părăsit Universitatea din Oxford în cel de-al treilea an fără a-și lua diploma.

## Personaje
- Shaun Evans ca Endeavour Morse
- Roger Allam ca Fred Thursday
- Anton Lesser ca Reginald Bright
- Jack Laskey ca Peter Jakes
- Sean Rigby ca Jim Strange
- James Bradshaw ca Dr. Max DeBryn, patolog
- Abigail Thaw ca Dorothea Frazil, editor al ziarului Oxford Mail
- Caroline O'Neill ca Win Thursday, soția Inspectorului Thursday
- Sara Vickers ca Joan Thursday, fiica Inspectorului Thursday
- Jack Bannon ca Sam Thursday, fiul Inspectorului Thursday
- Shvorne Marks ca Monica Hicks, vecina Detectivului Morse, o asistentă cu care acesta se află într-o strânsă legătură
- Simon Kunz ca Bart Church
- Dakota Blue Richards ca Shirley Trewlove
- Lewis Peek ca George Fancy

## Episoade
| Sezonul | Sezonul | Episoade | Episoade | Premiera TV      | Premiera TV       |
| Sezonul | Sezonul | Episoade | Episoade | Prima transmisie | Ultima transmisie |
| ------- | ------- | -------- | -------- | ---------------- | ----------------- |
|         | Pilot   | Pilot    | Pilot    | 2 ianuarie 2012  | 2 ianuarie 2012   |
|         | 1       | 4        | 4        | 14 aprilie 2013  | 5 mai 2013        |
|         | 2       | 4        | 4        | 30 martie 2014   | 20 aprilie 2014   |
|         | 3       | 4        | 4        | 3 ianuarie 2016  | 24 ianuarie 2016  |
|         | 4       | 4        | 4        | 8 ianuarie 2017  | 29 ianuarie 2017  |
|         | 5       | 6        | 6        | 4 februarie 2018 | 11 martie 2018    |

### Pilot
| Nr. în serial | Nr. în serie | Titlu       | Regizat de    | Scris de      | Data difuzării  |
| ------------- | ------------ | ----------- | ------------- | ------------- | --------------- |
| 1             | 1            | „Endeavour” | Colm McCarthy | Russell Lewis | 2 ianuarie 2012 |

### Sezonul 1
| Nr. în serial | Nr. în serie | Titlu    | Regizat de        | Scris de      | Data difuzării  |
| ------------- | ------------ | -------- | ----------------- | ------------- | --------------- |
| 2             | 1            | „Girl”   | Edward Bazalgette | Russell Lewis | 14 aprilie 2013 |
| 3             | 2            | „Fugue”  | Tom Vaughan       | Russell Lewis | 21 aprilie 2013 |
| 4             | 3            | „Rocket” | Craig Viveiros    | Russell Lewis | 28 aprilie 2013 |
| 5             | 4            | „Home”   | Colm McCarthy     | Russell Lewis | 5 mai 2013      |

### Sezonul 2
| Nr. în serial | Nr. în serie | Titlu       | Regizat de         | Scris de      | Data difuzării  |
| ------------- | ------------ | ----------- | ------------------ | ------------- | --------------- |
| 6             | 1            | „Trove”     | Kristoffer Nyholm  | Russell Lewis | 30 martie 2014  |
| 7             | 2            | „Nocturne”  | Giuseppe Capotondi | Russell Lewis | 6 aprilie 2014  |
| 8             | 3            | „Sway”      | Andy Wilson        | Russell Lewis | 13 aprilie 2014 |
| 9             | 4            | „Neverland” | Geoffrey Sax       | Russell Lewis | 20 aprilie 2014 |

### Sezonul 3
| Nr. în serial | Nr. în serie | Titlu     | Regizat de        | Scris de      | Data difuzării   |
| ------------- | ------------ | --------- | ----------------- | ------------- | ---------------- |
| 10            | 1            | „Ride”    | Sandra Goldbacher | Russell Lewis | 3 ianuarie 2016  |
| 11            | 2            | „Arcadia” | Bryn Higgins      | Russell Lewis | 10 ianuarie 2016 |
| 12            | 3            | „Prey”    | Lawrence Gough    | Russell Lewis | 17 ianuarie 2016 |
| 13            | 4            | „Coda”    | Oliver Blackburn  | Russell Lewis | 24 ianuarie 2016 |

### Sezonul 4
| Nr. în serial | Nr. în serie | Titlu       | Regizat de        | Scris de      | Data difuzării   |
| ------------- | ------------ | ----------- | ----------------- | ------------- | ---------------- |
| 14            | 1            | „Game”      | Ashley Pearce     | Russell Lewis | 8 ianuarie 2017  |
| 15            | 2            | „Canticle”  | Michael Lennox    | Russell Lewis | 15 ianuarie 2017 |
| 16            | 3            | „Lazaretto” | Börkur Sigþórsson | Russell Lewis | 22 ianuarie 2017 |
| 17            | 4            | „Harvest”   | Jim Loach         | Russell Lewis | 29 ianuarie 2017 |

### Sezonul 5
| Nr. în serial | Nr. în serie | Titlu       | Regizat de      | Scris de      | Data difuzării    |
| ------------- | ------------ | ----------- | --------------- | ------------- | ----------------- |
| 18            | 1            | „Muse”      | Brady Hood      | Russell Lewis | 4 februarie 2018  |
| 19            | 2            | „Cartouche” | Andy Wilson     | Russell Lewis | 11 februarie 2018 |
| 20            | 3            | „Passenger” | Jim Field Smith | Russell Lewis | 18 februarie 2018 |
| 21            | 4            | „Colours”   | Robert Quinn    | Russell Lewis | 25 februarie 2018 |
| 22            | 5            | „Quartet”   | Geoffrey Sax    | Russell Lewis | 4 martie 2018     |
| 23            | 6            | „Icarus”    | Gordon Anderson | Russell Lewis | 11 martie 2018    |